# Marie-Françoise Robert
Marie-Françoise Robert, bürgerlich Marie-Françoise Robert Haenggli (* 1939 in La Chaux-de-Fonds), ist eine autodidaktische Schweizer Künstlerin.

## Leben
Marie-Françoise Roberts Vater Jean-Paul Robert (1909–2001) war der Ökonom und Aktuar; ihre Mutter Janine Robert-Challandes (1913–2012) war Anwältin. Marie-Françoise ist das zweite von vier Kindern. Sie entstammt einer Schweizer Künstlerfamilie. Ihr Grossvater Théophile, ihr Urgrossvater Léo-Paul und ihr Ururgrossvater Aurèle Robert arbeiteten bereits als Maler. Die Arbeit ihres Grossvaters, bei der er nicht gestört werden durfte, beeindruckte sie als Kind. Sie heiratete Claude Haenggli, mit dem sie zwei Kinder hat. Ihr Sohn Jerry Haenggli ist ebenfalls als Maler tätig. Robert erlangte an der Universität Neuenburg ein Lizenziat in Literatur. Als Künstlerin ist sie Autodidaktin. In den 1980er Jahren stellte sie Collagen zusammen. Später kombinierte sie die Collagen auch mit Zeichnungen und Malereien.

«Das Leben ist die vielschichtigste, schrecklichste und meisterhafteste Collage überhaupt.»

Von 1983 bis 2004 arbeitete sie am Kunstmuseum Bern. Von 1999 bis 2012 war sie Stiftungsmitglied der «Sammlung Robert» in Biel. Zum ersten Mal stellte sie in den 1990er Jahren in der Volkshochschule in Düsseldorf aus. Danach folgten verschiedene Ensembles von Collagen. Es ist selten, dass sie ihren Bildern Namen gibt, vielmehr reihen sie sich in ein Themengebiet ein.
Marie-Françoise Robert lebt und arbeitet in Bern.

## Werkzyklen (Auswahl)
- 1992–1999: Lebenszeichen
- 2001–2010: Die Essenz der Dinge
- 2001–2005: Jenseits der Worte
- 2008–2018: Imaginäre Portraits
- 2011–2016: Menschliche Komödie
- 2012–2020: Reminiszenen
- 2017–2022: Planetengeschichten

## Ausstellungen

### Einzelausstellungen (Auswahl)
- 1999: Signes de Vie, c/o suti galerie & edition, Bern
- 2001: L’Essence des choses, c/o suti galerie & edition, Bern
- 2004: Au-delà des mots, c/o suti galerie & edition, Bern
- 2009: Alte Klänge – Neue Werke, Künstlerhaus, Bern
- 2010: Imaginäre Vorvergangenheiten, ArchivArte, Bern
- 2012: Tag, Nacht und Traum, Galerie ArchivArte, Bern
- 2014: Bestiaires, Art-Etage, Biel/Bienne
- 2015: Schrecken hier und dort, Au joli mois de mai, La Voirie, Biel/Bienne
- 2017: Meta-Morphosen, Galerie ArchivArte, Bern
- 2018: Autoportraits hors du temps, KunstKeller, Bern
- 2022: Métharmophose/Verwandlung, Neues Museum Biel/Bienne
- 2024: Orte / Zeiten, KunstKeller, Bern

### Gruppenausstellungen (Auswahl)
- 2002: Fil rouge 02, Galerie & Edition René Steiner, Erlach
- 2012: Adresse(s) – La suite, la série, la variation, Centre de gravure contemporaine, Musée de Carouge
- 2012: I am the space where I am – Swiss women’s contemporary art exhibition, He Xiangning Art Museum, Shenzhen, China
- 2013: Impression national 2013. Ausstellung für Druckgrafik, Kunsthaus Grenchen
- 2016: Minis, Künstlerhaus Postgasse 20, Bern

## Rezensionen
- Annelise Zwez: Auf der Suche nach dem Klang. Begleittext zur Ausstellung, September 2008
- Helen Lagger: Die obsessive Suche nach dem richtigen Bild. In: Bärnerbär. 3. Mai 2022
- Simone K. Rohner: Collagen einer Perfektionistin. Im Wunderland der Marie-Françoise Robert. In: Bieler Tagblatt. 20. Mai 2022, S. 1, 19 f. (archiviert auf der Website von Marie-Françoise Robert; PDF; 1,8 MB)